# 三保村 (岡山県)
三保村（みほそん）は、岡山県久米郡にあった村。現在の久米郡美咲町打穴下、打穴中、錦織に当たる。

## 沿革
- 1889年6月1日 - 町村制施行に伴い、久米北条郡 下打穴下村、下打穴中村、錦織村が合併し、三保村となる。大字下打穴下に役場を置く。
- 1900年4月1日 - 久米北条郡が久米南条郡と合併し、久米郡となる。
- 1955年1月1日 - 久米郡加美町、打穴村、大垪和村と合併、久米郡中央町となる。

## 地名の読み方
- 打穴下（うたのしも）
- 打穴中（うたのなか）
- 下打穴下（しもうたのしも）
- 下打穴中（しもうたのなか）
- 錦織（にしこり）

## その他
中央町誕生に伴い、大字下打穴下は打穴下、大字下打穴中は打穴中となった。
現在の美咲町の打穴北、打穴里は本来、上打穴北、上打穴里であるが、これらも中央町誕生によって変わった地名である。そのため、打穴西の南に打穴北があるなど、地名から考えられる位置関係が一部不自然になっている。
打穴のつく地名の内、打穴西と打穴上のみそのままである。